# Bayreuther Premierenbesetzungen des Lohengrin

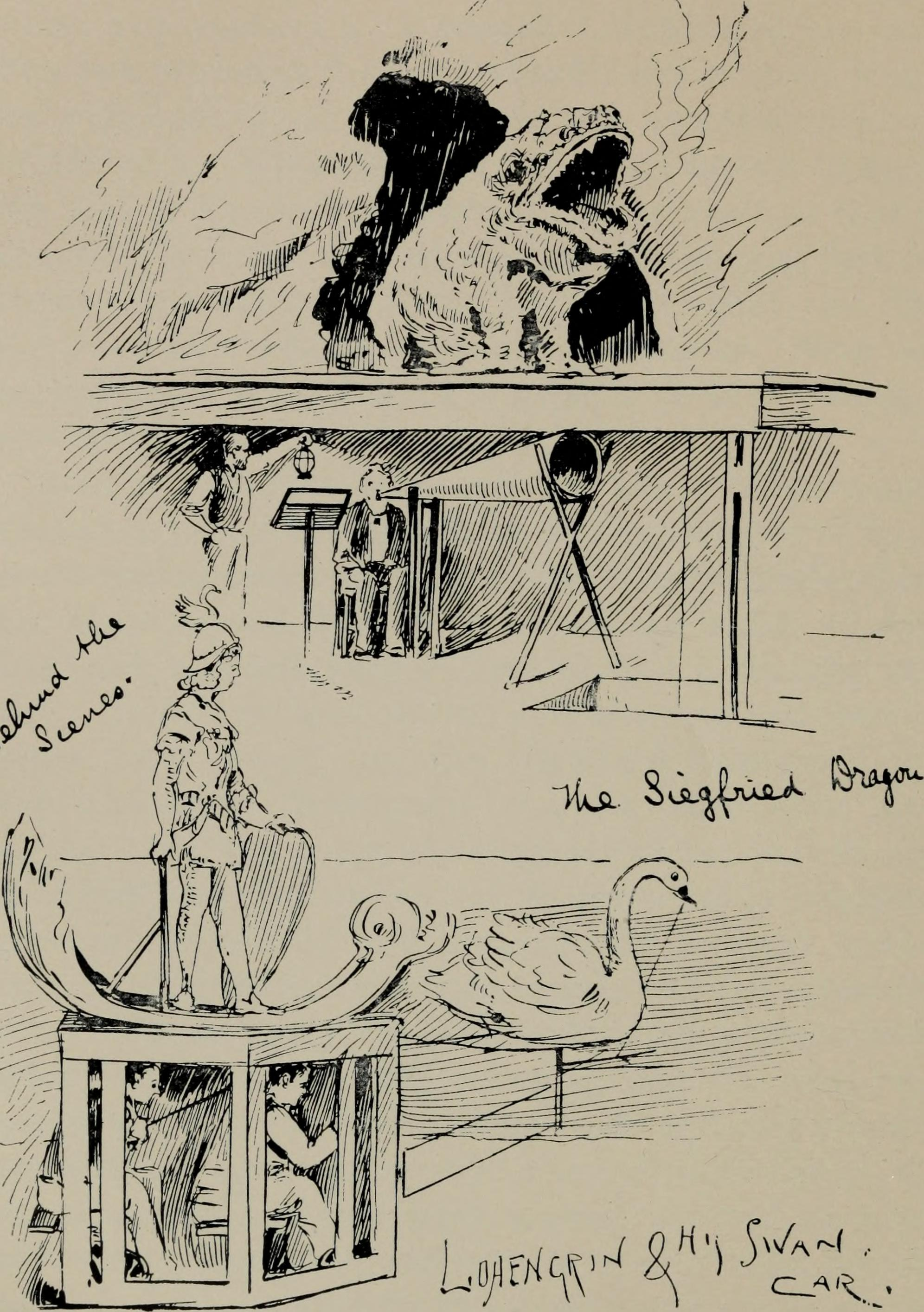
Lohengrin und sein Schwan sowie der Drache aus Siegfried (behind the scenes)

Die Bayreuther Premierenbesetzungen des Lohengrin listen die Mitwirkenden aller Neuinszenierungen von Richard Wagners Musikdrama Lohengrin bei den Bayreuther Festspielen.

## Erstaufführung
Der Lohengrin war das vorletzte Werk des Bayreuther Kanons, welches seinen Weg auf die Spielpläne der Bayreuther Festspiele fand. Zu Lebzeiten Wagners gab es nur zwei Festspiele in Bayreuth – 1876 die erste Gesamtführung des Ring des Nibelungen und 1882 die Uraufführung des eigens für Bayreuth konzipierten Bühnenweihfestspiels Parsifal. Am 13. Februar 1883 starb Richard Wagner. Danach übernahm die Witwe Cosima Wagner das Unternehmen.
Wagner selbst hatte verfügt, dass im Festspielhaus nur die zehn Werke des Bayreuther Kanon zur Aufführung gelangen sollten – neben Ring und Parsifal die drei frühen romantischen Opern Der fliegende Holländer, Tannhäuser und der Sängerkrieg auf Wartburg und Lohengrin,  des Weiteren das Musikdrama Tristan und Isolde und die einzige komische Oper des Komponisten, Die Meistersinger von Nürnberg. Cosima Wagner setzte diesen Letzten Willen um und führte die fünf früheren Werke in den Bayreuther Spielplan ein. 1894 kam es schließlich zur Bayreuther Erstaufführung des Lohengrin, inszeniert von der Komponistenwitwe und dirigiert von Felix Mottl. Die Titelpartie sangen alternierend Emil Gerhäuser, Willi Birrenkoven und Ernest van Dyck, der als erster den Lohengrin in Paris verkörpert hatte.
Abgesehen von der großen Pause 1910 bis 1935 zählt das Werk seither zum Standard-Repertoire der Richard-Wagner-Festspiele.

## Die Premierenbesetzungen
In der fünften Spalte sind die Aufführungszahlen der jeweiligen Inszenierung angegeben bis einschließlich der Festspielsaison 2024.
| Erstaufführung, 1894, Regie: Cosima Wagner, Dirigent: Felix Mottl, Choreinstudierung: Julius Kniese, Bühnenbild: Max Brückner, Kostüme: Joseph Flüggen (bis 1909)                                                                               |                                 |                                                                        |                                                                            |    |
| Emil Gerhäuser Demeter Popovici Carl Grengg Hermann Bachmann | Lillian Nordica Marie Brema     | Hans Breuer Karl Bucha Josef Cianda Heinrich Scheuten                  | nicht bekannt                                                              | 16 |
| 19. Juli 1936, Regie und Bühnenbilder: Heinz Tietjen, Dirigent: Wilhelm Furtwängler, Choreinstudierung: , Kostüme: (bis 1937) |                                 |                                                                        |                                                                            |    |
| Franz Völker Jaro Prohaska Josef von Manowarda Herbert Janssen | Maria Müller Margarete Klose    | Martin Kremer Heinz Weber Edwin Heyer Franz Borck                      | nicht bekannt                                                              | 14 |
| 23. Juli 1953, Regie und Bühnenbilder: Wolfgang Wagner, Dirigent: Joseph Keilberth, Choreinstudierung: Wilhelm Pitz, Kostüme: (bis 1954) |                                 |                                                                        |                                                                            |    |
| Wolfgang Windgassen Hermann Uhde Josef Greindl Hans Braun | Eleanor Steber Astrid Varnay    | Gerhard Stolze Josef Janko Alfons Herwig Theo Adam                     | Lieselotte Kiefer Gerda Grasser Erika Eskelsen Roswitha Burrow             | 13 |
| 23. Juli 1958, Regie und Bühnenbilder: Wieland Wagner, Dirigent: André Cluytens , Choreinstudierung: Wilhelm Pitz, Kostüme: Kurt Palm (bis 1962)                                                                                                |                                 |                                                                        |                                                                            |    |
| Sándor Kónya Ernest Blanc Kieth Engen Eberhard Waechter | Leonie Rysanek Astrid Varnay    | Gerhard Stolze Heinz-Günther Zimmermann Gotthard Kronstein Egmont Koch | Elisabeth Witzmann Hildegard Schünemann Anne-Marie Ludwig Claudia Hellmann | 25 |
| 23. Juli 1967, Regie und Bühnenbilder: Wolfgang Wagner, Dirigent: Rudolf Kempe, Choreinstudierung: Wilhelm Pitz, Kostüme: Kurt Palm (bis 1972)                                                                                                  |                                 |                                                                        |                                                                            |    |
| Sándor Kónya Donald McIntyre Karl Ridderbusch Thomas Tipton | Heather Harper Grace Hoffman    | Horst Hoffmann Hermin Esser Dieter Slembeck Heinz Feldhoff             | Natsue von Stegmann Lieselotte Kiefer Elke Georg Margret Giese-Schröder    | 28 |
| 25. Juli 1979, Regie: Götz Friedrich, Dirigent: Edo de Waart, Choreinstudierung: Norbert Balatsch, Bühnenbilder: Günther Uecker, Kostüme: Frida Parmeggiani (bis 1982)                                                                          |                                 |                                                                        |                                                                            |    |
| Peter Hofmann Leif Roar Hans Sotin Bernd Weikl | Karan Armstrong Ruth Hesse      | Toni Krämer Helmut Pampuch Martin Egel Karl Schreiber                  | Elisabeth Halton Irene Hammann Angelika Jung-Nowski Elke Burkert           | 26 |
| 25. Juli 1987, Regie: Werner Herzog, Dirigent: Peter Schneider, Choreinstudierung: Norbert Balatsch, Bühnenbilder und Kostüme: Henning von Gierke (bis 1993)                                                                                    |                                 |                                                                        |                                                                            |    |
| Paul Frey Ekkehard Wlaschiha Manfred Schenk James Johnson | Nadine Secunde Gabriele Schnaut | Clemens Bieber Helmut Pampuch Manfred Hemm Heinz Klaus Ecker           | Natsue von Stegmann Ann Meza Katalin Benei Maria Dries                     | 37 |
| 25. Juli 1999, Regie: Keith Warner, Dirigent: Antonio Pappano, Choreinstudierung: Norbert Balatsch, Bühnenbilder: Stefanos Lazaridis, Kostüme: Sue Blane (bis 2005)                                                                             |                                 |                                                                        |                                                                            |    |
| Roland Wagenführer Jean-Philippe Lafont John Tomlinson Roman Trekel | Melanie Diener Gabriele Schnaut | Michael Howard Arnold Bezuyen Attila Jun Jyrki Korhonen                | Evgenia Grekova Nadine Lehner Alice Rath Gabriella Brancaccio              | 38 |
| 25. Juli 2010, Regie: Hans Neuenfels, Dirigent: Andris Nelsons, Choreinstudierung: Eberhard Friedrich, Ausstattung: Reinhard von der Thannen, Licht: Franck Evin, Video: Björn Verloh, Dramaturgie und Regie-Mitarbeit: Henry Arnold (bis 2015) |                                 |                                                                        |                                                                            |    |
| Jonas Kaufmann Hans-Joachim Ketelsen Georg Zeppenfeld Samuel Youn | Annette Dasch Evelyn Herlitzius | Stefan Heibach Willem van der Heyden Rainer Zaun Christian Tschelebiew | nicht bekannt                                                              | 33 |
| 25. Juli 2018, Regie: Yuval Sharon, Dirigent: Christian Thielemann, Choreinstudierung: Eberhard Friedrich, Ausstattung: Neo Rauch, Rosa Loy, Licht: Reinhard Traub (laufend)                                                                    |                                 |                                                                        |                                                                            |    |
| Piotr Beczała Tomasz Konieczny Georg Zeppenfeld Egils Silins | Anja Harteros Waltraud Meier    | Michael Gniffke Eric Laporte Kay Stiefermann Timo Riihonen             | nicht bekannt                                                              | 23 |